# Bishopsbourne
Bishopsbourne is een civil parish in het Engelse graafschap Kent. Het dorp ligt 6 kilometer ten zuidoosten van Canterbury en op 14 kilometer van Dover.

## Geschiedenis
In 1844 werden overblijfselen gevonden uit de ijzertijd. 10 gebouwen in het dorp gelden als monument; de plaatselijke kerk is een grade I listed building. In Bishopsbourne werd een van de allereerste cricketwedstrijden gespeeld.

## Bekende personen
De invloedrijke theoloog Richard Hooker werkte en stierf in Bishopsbourne in 1600. Hij werd begraven in de plaatselijke kerk.
Van 1919 tot 1924 leefde Joseph Conrad in het dorp en stierf er ook. Het huis waarin hij woonde staat nog steeds en het dorpshuis is naar Conrad genoemd.